# Jerónimo Girava
Jerónimo Giraba o Hieronymus Giraua, (Tarragona, finales del siglo XV - Herculano, 1556) matemático, cosmógrafo e ingeniero  español. Fue hidalgo de la casa real a las órdenes de  Carlos I y murió de un dolor de costado con fiebres viajando en barco hacia Nápoles desde Milán en comisión de servicio al llegar a Herculano
Fue uno de los personajes ilustres de Tarragona mencionados por Lluís Pons d'Icart como autor de varios libros (entre ellos dos de cosmografía y la Geometría de Oronce Finé.

## Biografía
En enero de 1556 Girava y Lastanosa recibieron órdenes de trasladarse a Nápoles para asesorar al emperador en asuntos diplomáticos y de ingeniería hidráulica.
Meses más tarde, por el camino, después de salir de Milán para coger el barco en Génova, Giraba moría inesperadamente en Herculano el 9 de febrero de un dolor de costado.

## Obras
Escribe dos libros de Cosmografía tomando como base la carta cosmográfica que Gaspar Vopellio Medeburgense hizo el año MDXLVII, por ser una de las más completas y bien trazadas.
Se hicieron dos ediciones: la primera se imprimió en Milán el año 1556, y la segunda en Venecia en 1570.
Se decantó a favor del  sistema astronómico geocéntrico y no  el heliocéntrico, considerando que cuando publicó la Cosmographia sólo hacía trece años (1543) que Copérnico había publicado la nueva teoría, y el dictamen desfavorable de la Iglesia aconsejaba a los científicos mucha prudencia.
También escribió un tratado de hidráulica, hoy perdido, que tenía el título: Declaración del uso y fábrica de los instrumentos de agua, molinos y otras cosas.

### Autoría de "Los veintiún libros de los ingenios y de las máquinas"
Según hipótesis de Vicente García de Diego, podría ser el autor de  Los veintiún libros de los ingenios y de las máquinas , conocido como "Pseudo-Juanelo Turriano", un manuscrito perdido del XVI del que se conserva una copia y que trata fundamentalmente sobre ingeniería hidráulica. La atribución a Juanelo Turriano, «mecánico de  Carlos V y Felipe II autor de complejos sistemas de relojes y de grandes elevaciones de aguas con extraños artificios» ya fue puesta en duda por los primeros investigadores del manuscrito en el siglo XVIII, ya que el lenguaje contiene modismos y referencias geográficas concretas, García de Diego lo atribuye a Jerónimo Giraba, que fue «ingeniero de Carlos V». El manuscrito incluye 440 dibujos muy minuciosos y de excelente calidad que completan la precisa descripción de los procesos técnicos; además, las máquinas e ingenios van acompañados de su despiece, lo que permite apreciar los detalles de su funcionamiento.